# Bythites
Bythites es un género de peces marinos actinopeterigios, distribuidos por el norte y centro del océano Atlántico.

## Especies
Existen tres especies reconocidas en este género:
- Bythites fuscus Reinhardt, 1837
- Bythites gerdae Nielsen & Cohen, 1973
- Bythites islandicus Nielsen & Cohen, 1973